# Матчи сборной Москвы по футболу (1926)
Сезон 1926 года стал 20-м в истории сборной Москвы по футболу.
В нем сборная провела 8 официальных матчей (все товарищеские междугородние со сборными городов Одессы, Ленинграда и Харькова), а также 18 неофициальных (в том числе 5 международных с «рабочими» командами Франции, Германии и Финляндии).

## Классификация матчей
По установившейся в отечественной футбольной истории традиции официальными принято считать матчи первой сборной с эквивалентным по статусу соперником (сборные городов, а также регионов и республик); матчи с клубами Москвы и других городов составляют отдельную категорию матчей.
Международные матчи также разделяются на две категории: матчи с соперниками топ-уровня (в составах которых выступали футболисты, входящие в национальные сборные либо выступающие в чемпионатах (лигах) высшего соревновательного уровня своих стран — как профессионалы, так и любители) и (начиная с 1920-х годов) международные матчи с так называемыми «рабочими» командами (состоявшими, как правило, из любителей невысокого уровня).

## Статистика сезона
| 1926               |                                                             |      |
| Н (1)              | Москва — Франция («рабочая» сборная ФСЖТ)                   | 5:0  |
| Н (2)              | Москва — Сен-Дени («рабочая» сборная)                       | 4:0  |
| Н (3)              | Москва — Страсбург («рабочая» сборная)                      | 6:3  |
| Н (4)              | Москва — команда торгового представительства СССР в Берлине | 22:0 |
| Н (5)              | Москва — Берлин («рабочая» сборная)                         | 7:0  |
| МГ 33              | Москва — Ленинград                                          | 2:5  |
| МГ 34              | Москва — Ленинград                                          | 5:3  |
| Н (6)              | Москва — Ленинград-II                                       | 0:5  |
| Н (7)              | Москва — Финляндия («рабочая» сборная ТУЛ)                  | 7:2  |
| Н (8)              | Москва — Москва-II                                          | 1:0  |
| Н (9)              | Москва-III — Москва-IV                                      | 6:3  |
| МГ 35              | Москва — Одесса                                             | 3:0  |
| Н (10)             | Москва — «Динамо» (сборная)                                 | 3:1  |
| Н (11)             | Москва («Военвед») — СССР                                   | 3:3  |
| Н (12)             | Москва-II — Закавказье                                      | 6:2  |
| МГ 36              | Москва — Ленинград                                          | 0:1  |
| Н (13)             | Москва — Ленинград-II                                       | 2:2  |
| МГ 37              | Москва — Ленинград                                          | 0:1  |
| Н (14)             | Москва-II — Ленинград                                       | 4:4  |
| МГ 38              | Москва — Харьков                                            | 3:1  |
| Н (15)             | Москва-II — Харьков                                         | 3:2  |
| Н (16)             | Москва — Харьков-II                                         | 3:1  |
| МГ 39              | Москва — Харьков                                            | 3:1  |
| Н (17)             | Москва — «Петровцы» Одесса                                  | 2:1  |
| Н (18)             | Москва — Одесса-II                                          | 6:1  |
| МГ 40              | Москва — Одесса                                             | 0:3  |
| Итого              |                                                             |      |
| И В Н П М          |                                                             |      |
| 8 4 0 4 16 − 15    |                                                             |      |
| 18 14 3 1 106 − 45 |                                                             |      |

## Официальные матчи

### 76. Москва — Ленинград — 2:5
Междугородний товарищеский матч 33 (отчет ).

| Москва                                 | 2:5 | Ленинград                                                      |
| -------------------------------------- | --- | -------------------------------------------------------------- |
| - Жибоедов 1:2′ (пен.) - Д.Маслов 2:4′ |     | - 19′ 1:3′ Г.Архангельский - 0:2′ 87′ М.Бутусов - 1:4′ Антипов |

| Игрок                 | Клуб              |                                                                                    | Вышел на замену | Гол  |
| --------------------- | ----------------- | ---------------------------------------------------------------------------------- | --------------- | ---- |
| Малышев, Аркадий      | Дворец им.Ленина  | Серебряный гол · Серебряный гол · Серебряный гол · Серебряный гол · Серебряный гол | 2               | (-9) |
|                       |                   |                                                                                    |                 |      |
| Блинков, Константин   | «Динамо»          |                                                                                    | 16              | 4    |
| Соколов, Михаил       | «Динамо»          |                                                                                    | 1               |      |
|                       |                   |                                                                                    |                 |      |
| Ленчиков, Иван        | «Динамо»          |                                                                                    | 2               |      |
| Ратов, Владимир       | ОППВ              |                                                                                    | 19              | 1    |
| Пахомов, Константин   | ОППВ              |                                                                                    | 4               |      |
|                       |                   |                                                                                    |                 |      |
| Макаров, Алексей      | «Динамо»          |                                                                                    | 1               |      |
| Мурашев, Андрей       | «Красное Орехово» |                                                                                    | 1               |      |
| Маслов, Дмитрий       | «Динамо»          | Гол                                                                                | 2               | 1    |
| Тюльпанов, Константин | ОППВ              |                                                                                    | 3               |      |
| Жибоедов, Константин  | ОППВ              | Гол                                                                                | 10              | 4    |

| Ленинград       |           |
| --------------- | --------- |
| Н.Соколов       |           |
|                 |           |
| Э.Эммерих       |           |
| Ежов            |           |
|                 |           |
| П.Филиппов      |           |
| Батырев         |           |
| Гуськов         |           |
|                 |           |
| К.Егоров        |           |
| М.Бутусов       | Гол · Гол |
| Г.Архангельский | Гол · Гол |
| Антипов         | Гол       |
| Казаринов       |           |

### 77. Москва — Ленинград — 5:3
Междугородний товарищеский матч 34 (отчет ).

| Москва                                       | 5:3 | Ленинград                                                          |
| -------------------------------------------- | --- | ------------------------------------------------------------------ |
| - Б.Дементьев 15′ 18′ 75′ 5:3′ - Чеснов 3:2′ |     | - 16′ Батырев - 2:2′ (пен.) ~85'(пен.) П.Филиппов - 3:3′ М.Бутусов |

| Игрок               | Клуб        |                                                  | Вышел на замену | Гол  |
| ------------------- | ----------- | ------------------------------------------------ | --------------- | ---- |
| Леонов, Михаил      | «Трёхгорка» | Серебряный гол · Серебряный гол · Серебряный гол | 3               | (-8) |
|                     |             |                                                  |                 |      |
| Блинков, Константин | «Динамо»    |                                                  | 17              | 4    |
| Лапшин, Василий     | «Трёхгорка» | ~85'                                             | 6               |      |
|                     |             |                                                  |                 |      |
| Ратов, Владимир     | ОППВ        |                                                  | 20              | 1    |
| Селин, Фёдор        | «Трёхгорка» |                                                  | 21              | 21   |
| Никишин, Евгений    | ОППВ        |                                                  | 5               |      |
|                     |             |                                                  |                 |      |
| Чеснов, Николай     | КОР         | Гол                                              | 3               | 1    |
| Соколов, Виктор     | «Трёхгорка» |                                                  | 1               |      |
| Дементьев, Борис    | КОР         | Гол · Гол · Гол · Гол                            | 2               | 4    |
| Загрядсков, Михаил  | КОР         |                                                  | 5               |      |
| Сорокин, Николай    | КОР         |                                                  | 1               |      |

| Ленинград       |     |
| --------------- | --- |
| Рябов           |     |
|                 |     |
| Э.Эммерих       |     |
| Ежов            |     |
|                 |     |
| П.Филиппов      | Гол |
| Батырев         | Гол |
| Гуськов         |     |
|                 |     |
| К.Егоров        |     |
| М.Бутусов       | Гол |
| Г.Архангельский |     |
| Колотушкин      |     |
| Казаринов       |     |

### 78. Москва — Одесса — 3:0
Междугородний товарищеский матч 35 (отчет ).

| Москва                                 | 3:0 | Одесса               |
| -------------------------------------- | --- | -------------------- |
| - П.Артемьев 23′ - Б.Дементьев 58′ 67′ |     | - 50'(пен.) Осипенко |

| Игрок                | Клуб        |           | Вышел на замену | Гол  |
| -------------------- | ----------- | --------- | --------------- | ---- |
| Леонов, Михаил       | «Трёхгорка» |           | 4               | (-8) |
|                      |             |           |                 |      |
| Блинков, Константин  | «Динамо»    |           | 18              | 4    |
| Пчеликов, Павел      | ОППВ        |           | 2               |      |
|                      |             |           |                 |      |
| Ратов, Владимир      | ОППВ        |           | 21              | 1    |
| Селин, Фёдор         | «Трёхгорка» |           | 22              | 21   |
| Никишин, Евгений     | ОППВ        |           | 6               |      |
|                      |             |           |                 |      |
| Старостин, Николай   | «Пищевики»  |           | 14              | 11   |
| Артемьев, Пётр       | «Пищевики»  | Гол       | 9               | 4    |
| Исаков, Петр         | «Пищевики»  |           | 15              | 9    |
| Дементьев, Борис     | КОР         | Гол · Гол | 3               | 6    |
| Жибоедов, Константин | ОППВ        |           | 11              | 4    |

| Одесса       |  |
| ------------ |  |
| Карпенко     |  |
|              |  |
| Жук          |  |
| Котов        |  |
|              |  |
| Капустин     |  |
| Пионтковский |  |
| Попов        |  |
|              |  |
| Штрауб       |  |
| Коваль       |  |
| Осипенко     |  |
| Злочевский   |  |
| Левков       |  |

### 79. Москва — Ленинград — 0:1
Междугородний товарищеский матч 36 (отчет ).

| Москва | 0:1 | Ленинград    |
| ------ | --- | ------------ |
|        |     | - 53′ Кусков |

| Игрок               | Клуб        |                | Вышел на замену | Гол  |
| ------------------- | ----------- | -------------- | --------------- | ---- |
| Чулков, Фёдор       | «Динамо»    | Серебряный гол | 1               | (-1) |
|                     |             |                |                 |      |
| Соколов, Михаил     | «Динамо»    |                | 2               |      |
| Пчеликов, Павел     | ОППВ        |                | 3               |      |
|                     |             |                |                 |      |
| Пахомов, Константин | ОППВ        |                | 5               |      |
| Селин, Фёдор        | «Трёхгорка» |                | 23              | 21   |
| Никишин, Евгений    | ОППВ        |                | 7               |      |
|                     |             |                |                 |      |
| Макаров, Алексей    | «Динамо»    | 55'            | 2               |      |
| Блинков, Константин | «Динамо»    |                | 19              | 4    |
| Исаков, Петр        | «Пищевики»  |                | 16              | 9    |
| Канунников, Павел   | «Пищевики»  |                | 15              | 19   |
| Холин, Александр    | «Трёхгорка» |                | 13              | 3    |
| Замена              |             |                |                 |      |
| Иванов, Сергей      | «Динамо»    | 55'            | 1               |      |

| Ленинград   |     |
| ----------- | --- |
| Н.Соколов   |     |
|             |     |
| Г.Гостев    |     |
| А.Корнилов  |     |
|             |     |
| П.Филиппов  |     |
| Батырев     |     |
| Воног       |     |
|             |     |
| П.Григорьев |     |
| П.Козлов    |     |
| Г.Иванов    |     |
| Кусков      | Гол |
| А.Богданов  |     |

### 80. Москва — Ленинград — 0:1
Междугородний товарищеский матч 37 (отчет ).

| Москва | 0:1 | Ленинград         |
| ------ | --- | ----------------- |
|        |     | - 61′ П.Григорьев |

| Игрок               | Клуб        |                | Вышел на замену | Гол  |
| ------------------- | ----------- | -------------- | --------------- | ---- |
| Чулков, Фёдор       | «Динамо»    | Серебряный гол | 2               | (-2) |
|                     |             |                |                 |      |
| Соколов, Михаил     | «Динамо»    |                | 3               |      |
| Лапшин, Василий     | «Трёхгорка» |                | 7               |      |
|                     |             |                |                 |      |
| Ратов, Владимир     | ОППВ        |                | 22              | 1    |
| Селин, Фёдор        | «Трёхгорка» |                | 24              | 21   |
| Леута, Станислав    | «Пищевики»  |                | 3               |      |
|                     |             |                |                 |      |
| Старостин, Николай  | «Пищевики»  |                | 15              | 11   |
| Артемьев, Пётр      | «Пищевики»  |                | 10              | 4    |
| Исаков, Петр        | «Пищевики»  |                | 17              | 9    |
| Канунников, Павел   | «Пищевики»  |                | 16              | 19   |
| Прокофьев, Валентин | «Пищевики»  |                | 1               |      |

| Ленинград   |     |
| ----------- | --- |
| Н.Соколов   |     |
|             |     |
| Г.Гостев    |     |
| А.Корнилов  |     |
|             |     |
| П.Филиппов  |     |
| Батырев     |     |
| Воног       |     |
|             |     |
| Д.Родионов  |     |
| П.Григорьев | Гол |
| Г.Иванов    |     |
| Кусков      |     |
| А.Богданов  |     |

### 81. Москва — Харьков — 3:1
Междугородний товарищеский матч 38 (отчет ).

| Москва                                 | 3:1 | Харьков          |
| -------------------------------------- | --- | ---------------- |
| - П.Артемьев 20′ - Исаков 30′ - ? ~65′ |     | - 87′ Шпаковский |

| Игрок               | Клуб        |                | Вышел на замену | Гол  |
| ------------------- | ----------- | -------------- | --------------- | ---- |
| Леонов, Михаил      | «Трёхгорка» | Серебряный гол | 5               | (-9) |
|                     |             |                |                 |      |
| Рущинский, Михаил   | «Трёхгорка» |                | 12              |      |
| Лапшин, Василий     | «Трёхгорка» |                | 8               |      |
|                     |             |                |                 |      |
| Артёмов, Николай    | КОР         |                | 1               |      |
| Селин, Фёдор        | «Трёхгорка» |                | 25              | 21   |
| Леута, Станислав    | «Пищевики»  |                | 4               |      |
|                     |             |                |                 |      |
| Старостин, Николай  | «Пищевики»  |                | 16              | 11   |
| Артемьев, Пётр      | «Пищевики»  | Гол            | 11              | 5    |
| Исаков, Петр        | «Пищевики»  | Гол            | 18              | 10   |
| Дементьев, Борис    | КОР         |                | 4               | 6    |
| Прокофьев, Валентин | «Пищевики»  |                | 2               |      |

| Харьков    |     |
| ---------- | --- |
| Стрижак    |     |
|            |     |
| Н.Кротов   |     |
| К.Фомин    |     |
|            |     |
| Ус         |     |
| В.Фомин    |     |
| Привалов   |     |
|            |     |
| Губарев    |     |
| Шпаковский | Гол |
| Мищенко    |     |
| Бем        |     |
| Карпов     |     |

### 82. Москва — Харьков — 3:1
Междугородний товарищеский матч 39 (отчет ).

| Москва                              | 3:1 | Харьков          |
| ----------------------------------- | --- | ---------------- |
| - П.Артемьев 5′ - Прокофьев 53′ 63′ |     | - 29′ Шпаковский |

| Игрок               | Клуб        |                | Вышел на замену | Гол  |
| ------------------- | ----------- | -------------- | --------------- | ---- |
| Чулков, Фёдор       | «Динамо»    | Серебряный гол | 3               | (-3) |
|                     |             |                |                 |      |
| Лапшин, Василий     | «Трёхгорка» |                | 9               |      |
| Пчеликов, Павел     | ОППВ        |                | 3               |      |
|                     |             |                |                 |      |
| Леута, Станислав    | «Пищевики»  |                | 5               |      |
| Селин, Фёдор        | «Трёхгорка» |                | 26              | 21   |
| Никишин, Евгений    | ОППВ        |                | 8               |      |
|                     |             |                |                 |      |
| Старостин, Николай  | «Пищевики»  |                | 17              | 11   |
| Артемьев, Пётр      | «Пищевики»  | Гол            | 12              | 6    |
| Исаков, Петр        | «Пищевики»  |                | 19              | 10   |
| Канунников, Павел   | «Пищевики»  |                | 17              | 19   |
| Прокофьев, Валентин | «Пищевики»  | Гол · Гол      | 3               | 2    |

| Харьков    |     |
| ---------- | --- |
| Кравченко  |     |
|            |     |
| Н.Кротов   |     |
| К.Фомин    |     |
|            |     |
| Ус         |     |
| В.Фомин    |     |
| Привалов   |     |
|            |     |
| Натаров    |     |
| Шпаковский | Гол |
| Мищенко    |     |
| Алферов    |     |
| Губарев    |     |

### 83. Москва — Одесса — 0:3
Междугородний товарищеский матч 40 (отчет ).

| Москва | 0:3 | Одесса                                                    |
| ------ | --- | --------------------------------------------------------- |
|        |     | - 1Т′ А.Штрауб - 50′ (пен.) Злочевский - 74′ Пионтковский |

| Игрок            | Клуб        |                                                  | Вышел на замену | Гол  |
| ---------------- | ----------- | ------------------------------------------------ | --------------- | ---- |
| Чулков, Фёдор    | «Динамо»    | Серебряный гол · Серебряный гол · Серебряный гол | 4               | (-6) |
|                  |             |                                                  |                 |      |
| Лапшин, Василий  | «Трёхгорка» |                                                  | 10              |      |
| Соколов, Михаил  | «Динамо»    |                                                  | 4               |      |
|                  |             |                                                  |                 |      |
| Леута, Станислав | «Пищевики»  |                                                  | 6               |      |
| Селин, Фёдор     | «Трёхгорка» |                                                  | 27              | 21   |
| Никишин, Евгений | ОППВ        |                                                  | 9               |      |
|                  |             |                                                  |                 |      |
| Пчеликов, Павел  | ОППВ        |                                                  | 4               |      |
| Артемьев, Пётр   | «Пищевики»  |                                                  | 13              | 6    |
| Иванов, Сергей   | «Динамо»    |                                                  | 2               |      |
| Исаков, Петр     | «Пищевики»  |                                                  | 20              | 10   |
| Колодный, Яков   | «Пищевики»  |                                                  | 1               |      |

| Одесса       |     |
| ------------ | --- |
| Климеко      |     |
|              |     |
| Коген        |     |
| Чистов       |     |
|              |     |
| Капустин     |     |
| Пионтковский | Гол |
| Афанасьев    |     |
|              |     |
| Р.Штрауб     |     |
| А.Штрауб     | Гол |
| Осипенко     |     |
| Злочевский   | Гол |
| Садовский    |     |

## Неофициальные матчи
1—5. Турне во Францию и Германию
1.
| Москва                                                           | 5:0 | Франция «раб» (ФСЖТ) |
| ---------------------------------------------------------------- | --- | -------------------- |
| - П.Артемьев 20′ (2)′ (5)′ - Д.Маслов (3)′ (пен.) - Суханов (4)′ |     |                      |

| Москва: Чулков - К.Блинков, Ленчиков - Байков, В.Ратов, Леута - С.Егоров, П.Артемьев , Д.Маслов, Суханов, Жибоедов Франция «раб» (ФСЖТ): Леман - ... Грисон, Мутон, Шарман, Шаремпек ... |

2.
| Москва | 4:0 | Сен-Дени «раб» |
| ------ | --- | -------------- |
|        |     |                |

3.
| Москва | 6:3 | Страсбург «раб» |
| ------ | --- | --------------- |
|        |     |                 |

4.
| Москва     | 22:0 | Торгпредство СССР в Берлине |
| ---------- | ---- | --------------------------- |
| - Жибоедов |      |                             |

| Москва: Чулков - К.Блинков, Ленчиков - Байков, В.Ратов, Леута - С.Егоров, П.Артемьев , Д.Маслов, Суханов, Жибоедов |

5.
| Москва                           | 7:0 | Берлин «раб» |
| -------------------------------- | --- | ------------ |
| - Д.Маслов - П.Артемьев - Чеснов |     |              |

6. Товарищеский матч 
| Москва | 0:5 | Ленинград (II)                                                        |
| ------ | --- | --------------------------------------------------------------------- |
|        |     | - (1)′ Д.Киселев - (2)′ 30′ Г.Иванов - ~35′ А.Богданов - ~85′ Антипов |

| Москва: Леонов - И.Хрусталев (~25' В.Лапшин), К.Блинков (~25' М.Загрядсков) - В.Ратов, Селин, Никишин - Сорокин, Чеснов, В.Соколов, Б.Дементьев, Шапошников Ленинград (II): Савинцев - Д.Штукин, А.Корнилов - Феоктистов, Воног, А.Васильев - Д.Родионов, Г.Иванов, Д.Киселев, Антипов, А.Богданов |

7. Международный товарищеский матч 
| Москва                                                                          | 7:2 | Финляндия «раб» (ТУЛ)                 |
| ------------------------------------------------------------------------------- | --- | ------------------------------------- |
| - П.Артемьев 5′ (2)′ (3)′ (4)′ - Исаков 53′ - Н.Старостин 66′ - Б.Дементьев 88′ |     | - 76′ Лундстрем - 88′ (авт.) В.Лапшин |

| Москва: Леонов - В.Лапшин, Пчеликов - Н.Артемов, Селин, Никишин - Н.Старостин, П.Артемьев , Исаков, Б.Дементьев, Жибоедов Финляндия «раб» (ТУЛ): Хальме - Воритс, Лехто - Тимонен, Хольмен, Гренлунд - Лундстрем, Линдберг, Ильвонен, Лехтинен, Кирьялайнен |

8. Контрольный матч 
| Москва            | 1:0 | Москва (II) |
| ----------------- | --- | ----------- |
| - Б.Дементьев 86′ |     |             |

| Москва: Леонов - И.Андреев, Пчеликов - Н.Артемов, Симонов, Леута - Н.Старостин, П.Артемьев, Исаков, Б.Дементьев, Жибоедов Москва (II): Малышев - С.Сысоев, И.Хрусталев - М.Майоров, Митюшин, Пахомов - Т.Григорьев, Чеснов, В.Соколов, Канунников, Холин |

9. Контрольный матч 
| Москва (III) | 6:3 | Москва (IV) |
| ------------ | --- | ----------- |
|              |     |             |

10. Товарищеский матч 
| Москва                        | 3:1 | «Динамо» (сборная) |
| ----------------------------- | --- | ------------------ |
| - Леута 49′ ~85′ - Чеснов 63′ |     | - 15′ Макаров      |

| Москва: И.М.Филиппов - И.Хрусталев, Пчеликов - Н.Артемов, Митюшин, Никишин - Н.Старостин (Сорокин), Чеснов, Леута, Канунников, Вал.Прокофьев «Динамо» (сборная): Н.Соколов - Трутнев, М.Соколов - Феоктистов, И.Артемьев, А.Васильев - Макаров, С.Иванов, Д.Маслов, И.И.Филиппов, А.Богданов |

11. Контрольный матч сборной СССР 
| Москва (Военвед)                                | 3:3 | СССР                                 |
| ----------------------------------------------- | --- | ------------------------------------ |
| - Макаров 62′ - К.Блинков 70′ - К.Тюльпанов 86′ |     | - 37′ 55′ П.Артемьев - 89′ М.Бутусов |

| : Чулков - Пчеликов, М.Соколов - Пахомов, В.Ратов , Никишин - Макаров, К.Блинков, Д.Маслов, К.Тюльпанов, Жибоедов СССР: Савинцев - Селин, Ежов - Г.Архангельский, Батырев, Привалов - Штрауб, М.Бутусов , Исаков, П.Артемьев, Левков |

12. Товарищеский матч 
| Москва (II) | 6:2 | Закавказье |
| ----------- | --- | ---------- |
|             |     |            |

| Москва (II): Малышев - Шибаев, Ермаков - Н.Артемов, Симаков, Кашкин - ?, Чистяков, М.Загрядсков, Суханов, А.Семенов |

13. Товарищеский матч 
| Москва                                  | 2:2 | Ленинград (II)                         |
| --------------------------------------- | --- | -------------------------------------- |
| - К.Блинков 15′ (пен.) - П.Артемьев 37′ |     | - 44′ (пен.) Б.Шелагин - ~50′ П.Козлов |

| Москва: Чулков - М.Соколов, Пчеликов - Пахомов, Селин, Никишин - С.Иванов, П.Артемьев, Исаков, Канунников, К.Блинков Ленинград (II): Полежаев - Д.Штукин, Трутнев - ?, Феоктистов, А.Васильев - Д.Родионов, П.Козлов, Евдокимов, Б.Шелагин, Сапожников |

14. Товарищеский матч 
| Москва (II)                                         | 4:4 | Ленинград                                                     |
| --------------------------------------------------- | --- | ------------------------------------------------------------- |
| - Б.Дементьев ~20′ - ? ~22′ - ? ~24′ (пен.) - ? 2Т′ |     | - ~40′ Г.Иванов - 2Т′ (пен.) 2Т′ (пен.) 2Т′ (пен.) П.Филиппов |

| Москва (II): Леонов - Рущинский, К.Блинков - Н.Артемов, А.Коротков, Малахов - Сорокин, Чеснов, В.Соколов, Б.Дементьев, Мидлер Ленинград: Н.Соколов - Г.Гостев, А.Корнилов (~30' Д.Штукин) - П.Филиппов, Феоктистов, Воног - П.Григорьев, П.Козлов, Г.Иванов, Кусков, А.Богданов |

15. Товарищеский матч 
| Москва (II)                         | 3:2 | Харьков |
| ----------------------------------- | --- | ------- |
| - Т.Григорьев - В.Блинков - Решетов |     |         |

| Москва (II): Петроченко - И.Хрусталев, С.М.Иванов - Потапов, А.Коротков, Малахов - Т.Григорьев, Решетов, В.Соколов, В.Блинков, С.Троицкий Харьков: Стрижак - Н.Кротов, К.Фомин - Ус, В.Фомин, Н.Фомин - Губарев, Шпаковский, Мищенко, Бем, Привалов |

16. Товарищеский матч 
| Москва                            | 3:1 | Харьков (II) |
| --------------------------------- | --- | ------------ |
| - С.Иванов 1:0′ - П.Артемьев 2:0′ |     |              |

| Москва: Чулков - Пчеликов, М.Соколов - Леута, Селин, Никишин - Н.Старостин, П.Артемьев, Исаков, С.Иванов, С.Троицкий Харьков (II): Стрижак - Титов, Кладько - Семенов, Н.Фомин, Дюженко - Костиков, Зубенко, Зуб, Бем, Ситцевой |

17. Товарищеский матч 
| Москва | 2:1 | «Петровцы» Одесса |
| ------ | --- | ----------------- |
|        |     |                   |

| Москва: Чулков - Пчеликов (М.Соколов), В.Лапшин - Леута, Селин , Никишин - С.Троицкий (Лебедев), П.Артемьев, С.Иванов, Канунников , Прокофьев · «Петровцы» Одесса: ... Капустин, Фильдштейн, Левков ... |

18. Товарищеский матч 
| Москва                                                                   | 6:1 | Одесса (II) |
| ------------------------------------------------------------------------ | --- | ----------- |
| - П.Артемьев 5′ (3)′ (6)′ - Лебедев 9′ - С.Иванов (4)′ - Канунников (5)′ |     |             |

| Москва: Чулков - В.Лапшин, М.Соколов - Леута, Селин, Никишин - Лебедев, П.Артемьев, С.Иванов, Канунников, Прокофьев · Одесса (II): Типикин - Шпак, Котов - Бланк, Звенигородский, Мишин - Михлин, Кондрашин, Алидарт, Коваль, Малхасов |